# Sermão pelo Bom Sucesso das Armas de Portugal contra as de Holanda

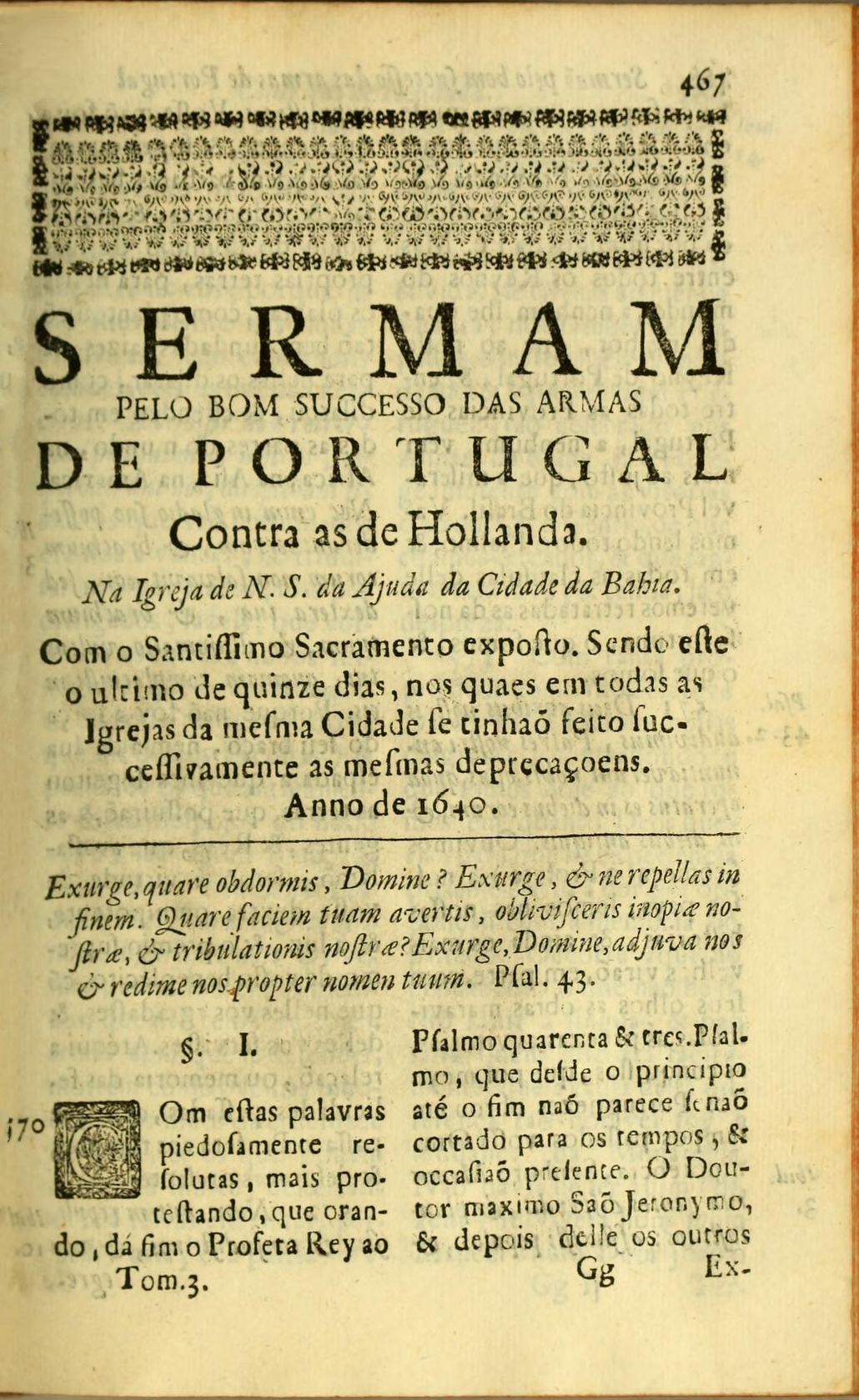
Primeira edição publicada do Sermão pelo Bom Sucesso das Armas de Portugal contra as de Holanda, numa colecção dos Sermoens de António Vieira, 1683.

Este sermão foi pregado por Padre António Vieira na igreja de Nossa Senhora da Ajuda, na Bahia, no ano de 1640. No sermão, Padre Vieira ameaça deixar Deus se ele deixar o Brasil ser entregado aos holandeses. O sermão mostra a importância da oratória da época.
Ele começa citando o Salmo 43 (enumeração grega), o qual corresponde ao Salmo 44 atualmente. 
Alguns trechos importantes do texto:
“E depois de tantos perigos, depois de tantas desgraças, depois de tantas e tão lastimosas mortes, ou nas praias desertas sem sepultura, ou sepultados nas entranhas das árvores, das feras, dos peixes, que as terras que assim ganharmos, as hajamos de perder assim!”
“Assim se queixava Josué a Deus, e assim nos podemos nós queixar, e com muito maior razão que ele.”
“Se determináveis dar estas mesmas terras aos piratas de Holanda, porque lhas não destes enquanto eram agrestes e inculta, senão agora? Tantos services vos tem feito esta gente pervertida e apóstata…”
“Entregai aos Holandeses o Brasil, entregai-lhe as Índias, entregai-lhe as Espanhas (que não são menos perigosas as conseqüências do Brasil perdido), entregai-lhe quanto temos e possuímos (como já lhe entregastes tanta parte), ponde em suas mãos o Mundo; e a nós, aos portugueses e espanhóis, deixai-nos, repudiai-nos, desfazei-nos, acabai-nos. Mas só digo e lembro a Vossa Majestade, Senhor, que estes mesmos que agora desfavoreceis e lançais de vós, pode ser os queirais algum dia, e que os não tenha mais.”
“…se me buscardes amanhã, que me não haveis de achar.”